# Lusková zelenina

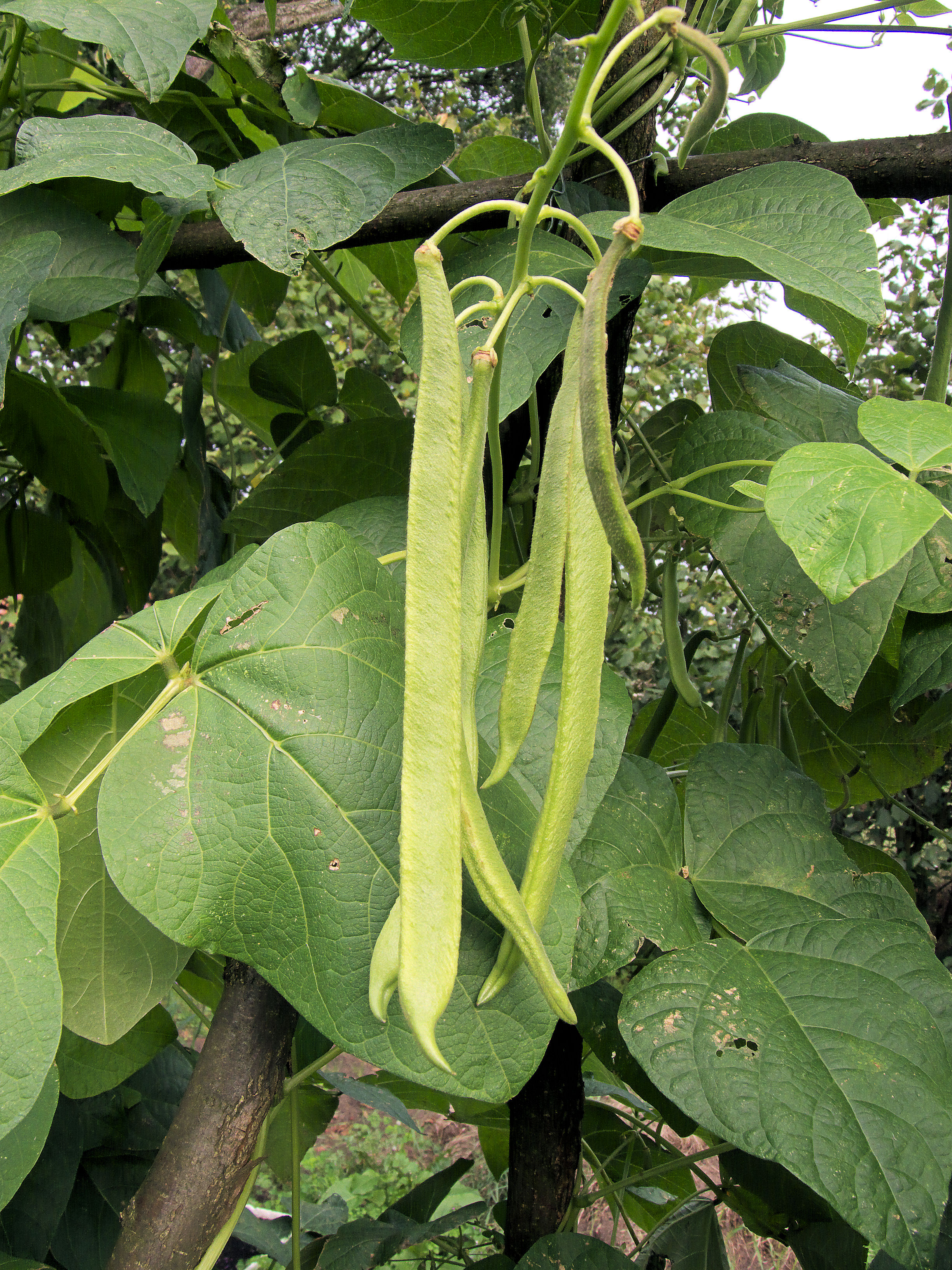
Fazol šarlatový (Phaseolus coccineus)

Lusková zelenina je zelenina, u které jsou konzumní částí lusky či boby. Tato zelenina obsahuje bílkoviny, tudíž je vhodná zejména pro vegetariány. 
Mezi luskovou zeleninu patří: boby, cizrna, čočka, fazole, hrách.